# RQ-4全球鷹偵察機
RQ-4全球鷹（英語：Global Hawk）是由诺斯洛普·格鲁门所生產製造的無人飛行載具（UAV），主要服役於美國空軍與美國海軍。
它可以提供後方指揮官綜觀戰場或是細部目標監視的能力。它裝備有高解析度合成孔径雷达，可以看穿雲層和風沙，還有光電紅外線模組（EO/IR）提供長程長時間全區域動態監視。白天監視區域超過100,000平方公里（40,000平方英哩）。例如，要監視洛杉磯一樣大的城市，可以從緬因州遙控環球之鷹，拍攝370 × 370公里（230 × 230英哩）區域的洛杉磯市區24小時，然後悠閒地飛回家。
它還有潛在能力可以進行波譜分析的諜報工作，提前發現全球各地的危機和衝突。也能幫忙導引空軍的飛彈轟炸。使誤擊狀況降低。
「R」開頭的名稱是美國國防部命名偵察（reconnaissance）的第一個英文字母；「Q」指無人飛行載具；「4」是指無人飛行載具計畫第4架作品。「A」或「B」則是兩種不同的衍生版本。
全球鷹是第一架得到美國聯邦航空局（FAA）認證可以在美國民航機領空飛行的無人機。這算是無人機產業一大革命，日後可能出現不需駕駛員操縱的商用飛機。
RQ-4動力來自劳斯莱斯AE 3007H渦輪風扇發動機，該發動機可產生31.4 kN（3,200 kgf / 7,050 lbf）的推力，可以搭載900公斤（2,000磅）設備。機身為平常的鋁合金，機翼則是碳纖維。日後量產成本估計約3,500萬美元一架（目前實際成本加入研發成本，所以高達1億2,320萬美元）。

## 整體系統

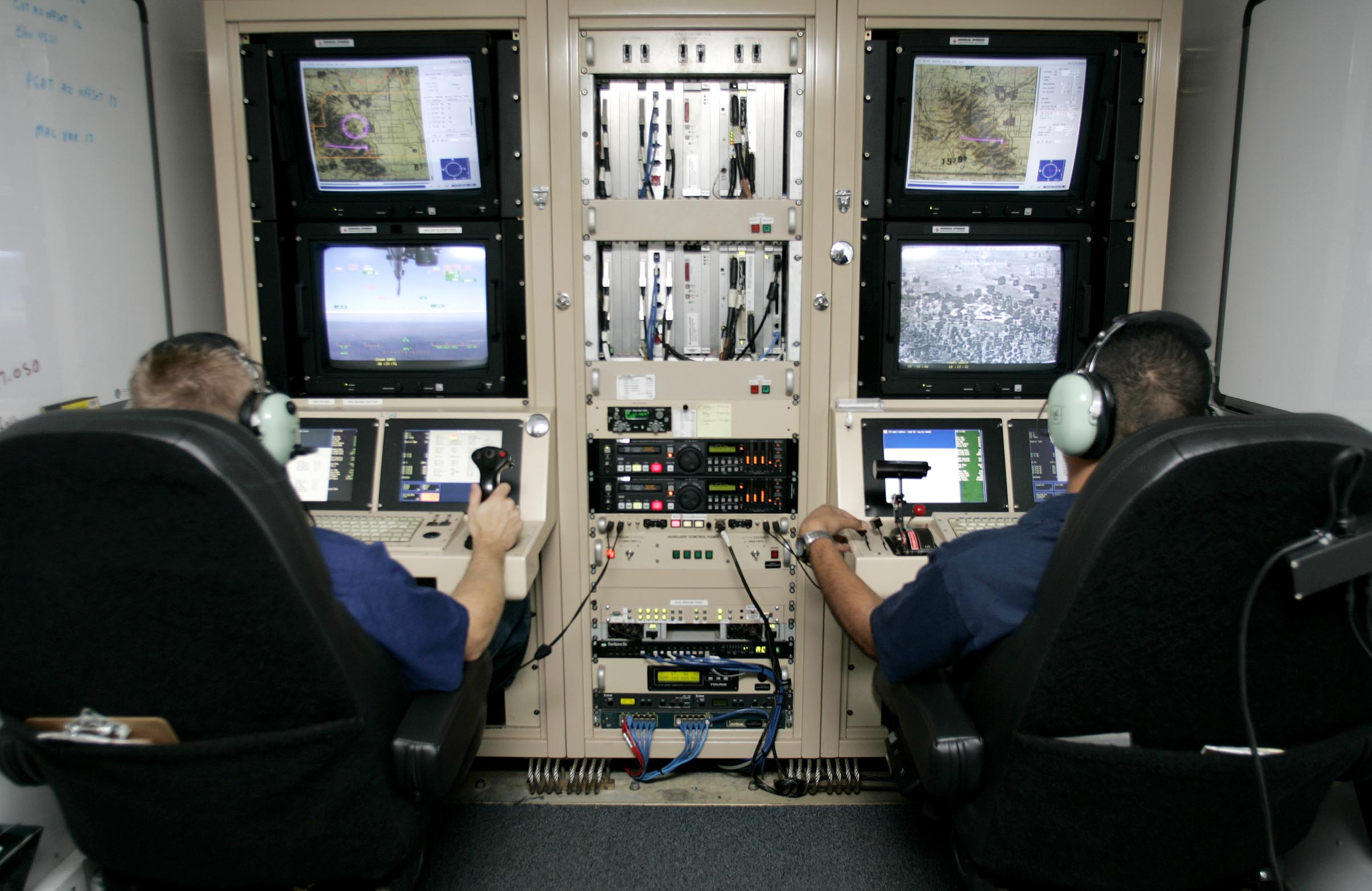
地面遙控裝置

全球之鷹無人機系統包含機體，偵測器模組，航電系統，資料链共四部份；地上包含發射維修裝置（LRE）和任務控制裝置（MCE，是在一台嵌入式的整組式電腦化控制台）；支援環境和人員訓練是軟性部分。
整體感應模組（ISS）是雷神公司建造包含有合成孔徑雷達（SAR）、光電（EO）與紅外線（IR）感應器功能的整合模組。EO或IR感應器都能同時配合SAR使用。各自都有廣域和高解析兩種模式切換。SAR還有一種地面移動目標追蹤（GMTI）模式，能用文字顯示傳輸目標物的座標和速度。不論SAR或EO/IR都先由飛機上的處理器先處理過再把初步畫面傳給地面MCE的一個單獨即時視窗。MCE可以在傳送圖像給後方指揮官時先預覽圖片。
導航使用GPS慣性導航。也能使用衛星連結能力進行自主飛行（Ku頻或 UHF頻）並從衛星轉送偵查訊號到MCE。而公開資料鏈上的資訊；可以當無人機對準任何軟體相容的地面站台時自動下載到該站台（或裝置）。
地面上的主要裝備有任務控制元件（Mission Control Element MCE）和發射維修元件（LRE），都由雷神公司生產。MCE用於任務規劃、遙控控制、指揮調度，還能處理和轉送影像偵查資料；LRE負責發射和維修機體；還能配合地面支援設施。（LRE還發出精密軍用級的GPS訊號引導起飛和降落，精密編碼的GPS可以補助慣性導航），MCE和LRE是分離式的設備可以分別安裝在不同的地方，MCE可以部署在遠端總基地。兩設備的指向天線和衛星通訊天線都有外加的軍事迷彩掩蔽物。

## 偵測套件

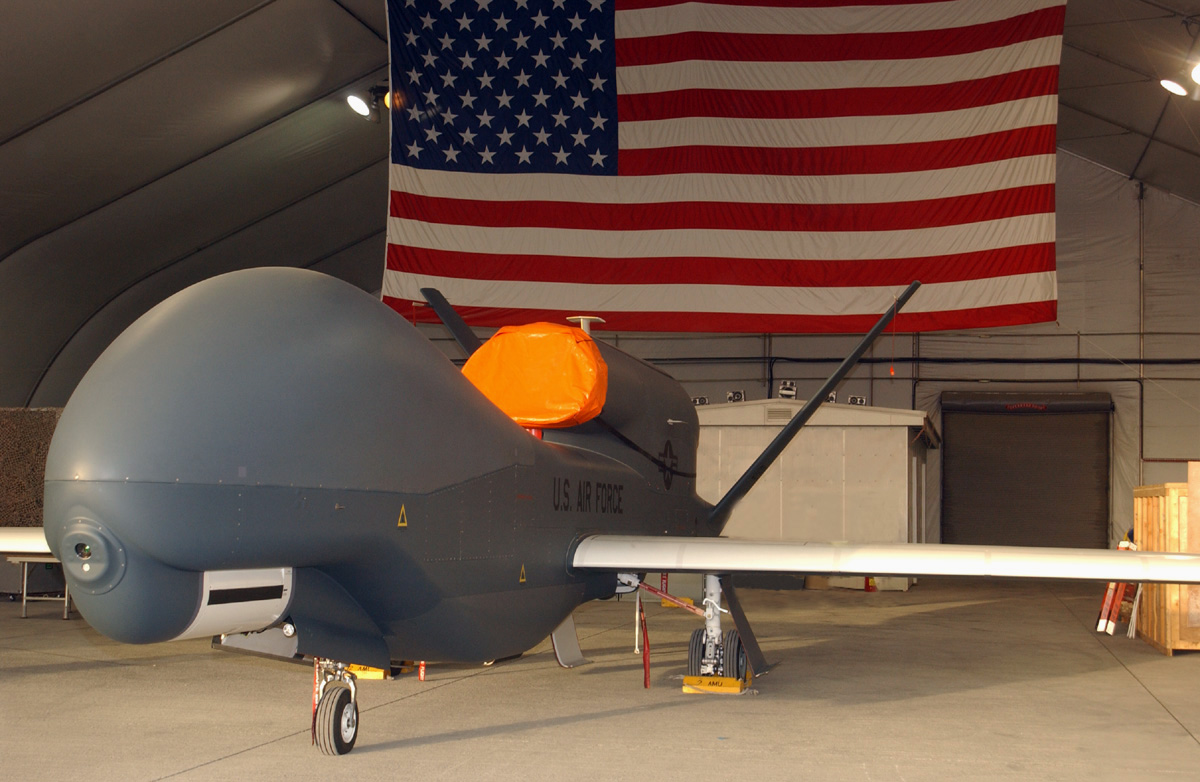
中東部署的全球鷹

全球鷹攜帶「休斯整合式搜索與偵查」（Hughes Integrated Surveillance & Reconnaissance, HISAR）系統。HISAR是一種低成本的ASARS-2偵查套件原本是休斯裝在U-2偵察機上用的。HISAR也用在美國陸軍RC-7B低空多用途（ARLM）偵察機上，國際市場上也有銷售。HISAR包含SAR-MTI系統，可提供光學和紅外線影像。所有三個偵測器都可以連結到普通商用電腦處理器作程式控制。數位影像可以由最大頻寬50 Mbit/s傳回地面站，或是通過衛星傳遞。
SAR-MTI系統於X-波段操作並提供以下幾種模式：
- 廣域MTI模式可以偵測半徑100公里（62英哩）內的移動目標。
- 複合SAR-MTI放大模式提供6公尺（20英呎）解析度的照片尺寸達半徑37公里（23英哩），於半徑20到110公里（12.4到68英哩）區域內。
- SAR點模式提供更高解析度1.8公尺（6英呎）的照片尺寸達半徑10公里（3.8英哩），還有海面監視功能。

光學和紅外線攝影機共同裝在一具荚艙上，使用一般鏡頭提供望遠縮放功能。還可以選掛補助SIGINT套件。另外為了增強生存性環球之鷹裝有雷神公司AN/ALR-89自衛套件包含AN/AVR-3雷射警告系統，AN/APR-49雷達警告系統和干擾系統，可以使它被任何武器瞄準時第一時間知道。一具ALE-50拖曳誘餌可以增強對飛彈的逃脫能力。

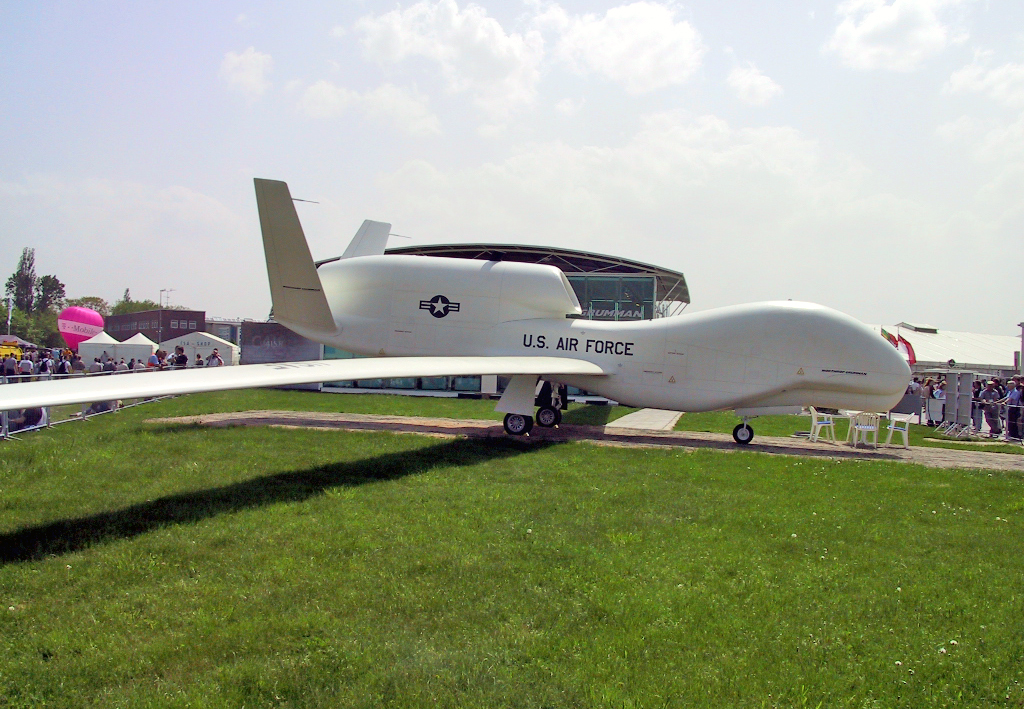
全球鷹2002 ILA航空展

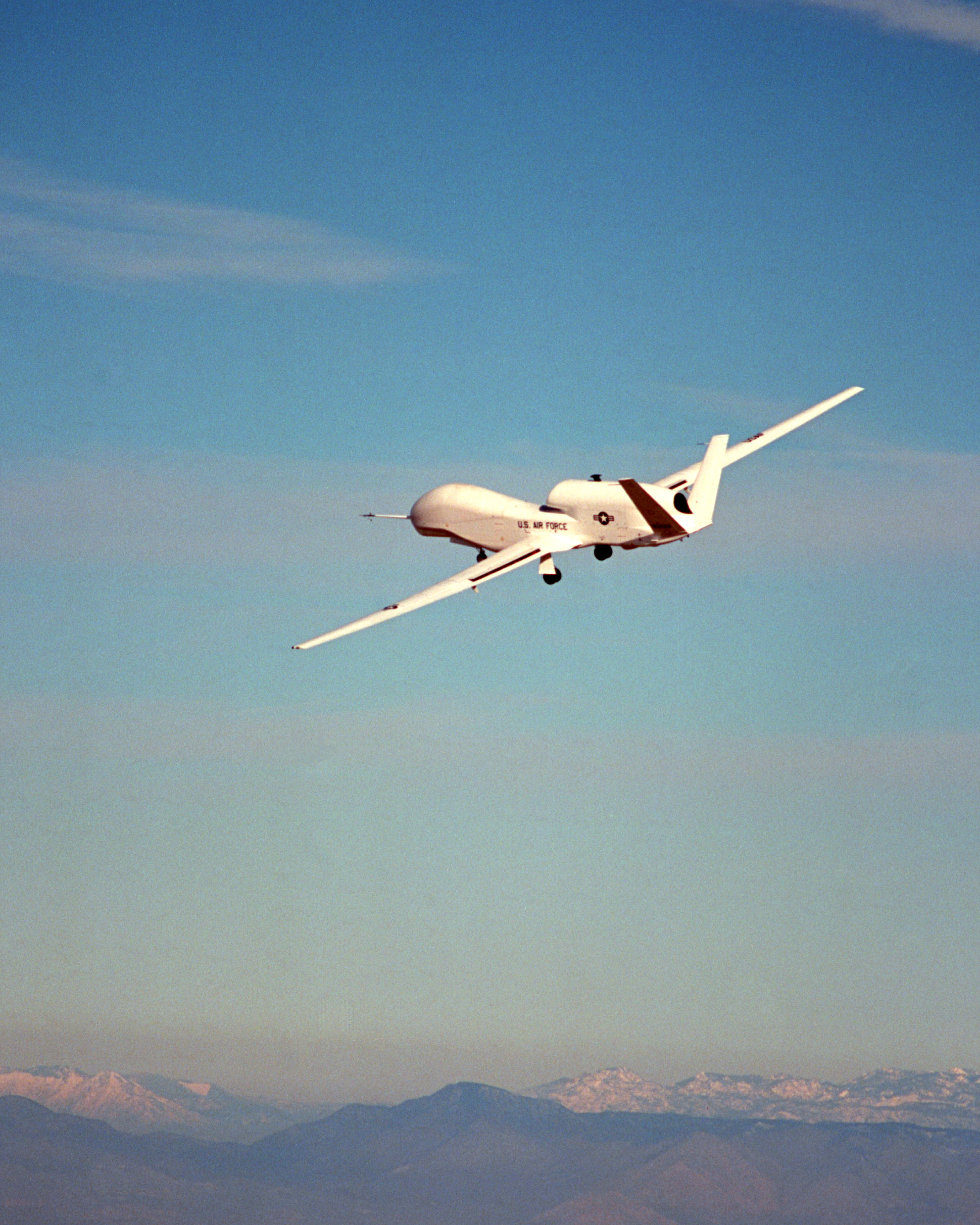
全球鷹山區測試

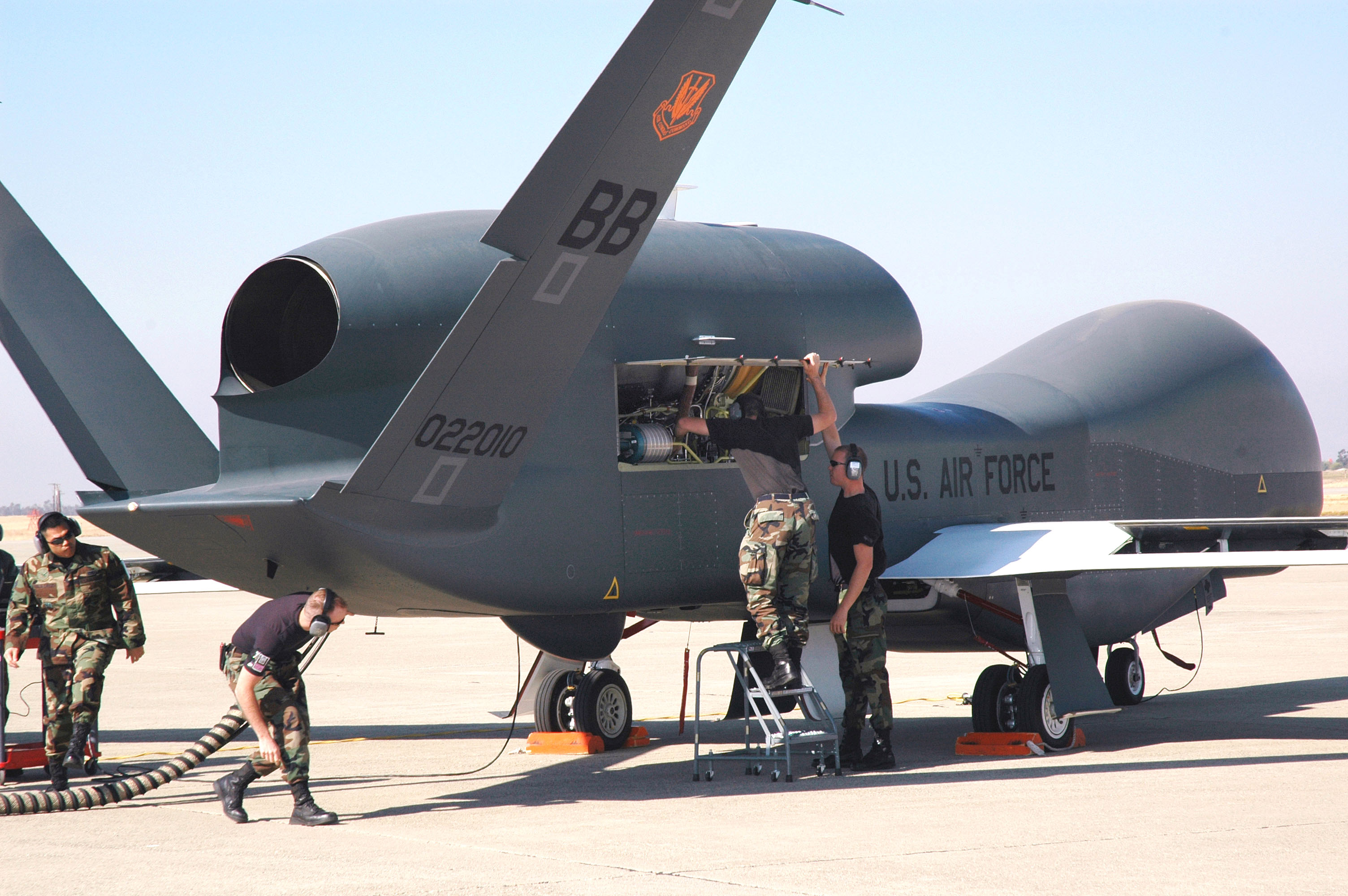
保養中的全球鷹

2006七月，空軍在愛德華基地於無反射室進行測試環球之鷹Block 30批次的升級系統。此版本有一具極高敏感度的SIGINT處理器；稱為「先進信號智慧酬載」。
2006九月，新雷達開始測試，多平台雷達科技插入專案（MP-RTIP）加上綜合姿態專案。同時一起測試，一台全球鷹被裝上這些設備，一些更大型版本（可以廣域監控世界上多數國家全土）也安裝到空軍E-10MC2A和E-8有人偵察機上。

## 發展

### 美國空軍
頭七架由先進概念實驗專案（ACTD）所建造，為了評估設計和性能。在全世界監控的能力是首要要求，原型機於阿富汗戰爭中首次應用和測試。
一反常態的全球之鷹是一邊進行小批量量產一邊又同時研發。九架Block 10批次的飛機（也稱RQ-4A型）生產完成，已經有兩架交給海軍，兩架參與伊拉克戰爭。最後一架RQ-4A 2006年7月26日出廠。
為了增加性能，訂購中的飛機機身都重新設計，鼻錐和機翼都延伸長。重新命名為RQ-4 Block 20批次，可以載運3,000磅的儀器。第17架Block 20已經生產完成，2006/8/25已經舉行出廠典禮。2007/3/1第一架Block 20移交到愛德華空軍基地。Block 20統一都定在2007到2008於該基地測試。未來Block 30和40都將類似Block 20預定於2008至2010生產。

#### 成本
研發成本過高一度使全球鷹計畫難產。2006年中的試驗機建造成本超過預算達25%，原因部份來自中途修改設計增加性能。使得一度被國會關切可行性，如果在國家安全上需求評估沒有過的話將被取消。然而2006年七月，全球之鷹計畫完成調整。完成了空軍的評估報告但是生產期程也由2005年八月延到2007年十一月。報告在2007年三月公佈預計生產54架並延長計畫兩年到2015年。

### 美國海軍
美國海軍購買兩架Block 10用於評估監控能力，命名為N-1，機號為166509，配置於愛德華基地，後來2006年3月28日移交給帕圖森河海軍航空站（Naval Air Station Patuxent River），開始進行全球之鷹海上操演（GHMD）專案。海軍VX-20中隊負責此項目。
2006春季，GHMD操演展開第一部分海上緝毒能力驗證，四架出動監控加勒比海和佛羅里達海岸，監視海上和空中目標。
2006七月GHMD行動擴及到太平洋邊緣。雖然RIMPAC遙控控制站在夏威夷，但是飛機起降都在愛德華空軍基地，離作業區將近2,500英里（4,000）遠。四架全球之鷹配合林肯號航空母艦和好人理查號兩棲突擊艦兩軍艦進行24小時海上監視行動。演習中有一部分是：全球鷹發現海上動靜，展開追蹤，完成多重影像拍攝。之後影像傳送到Patuxent River海軍站處理後傳到夏威夷派出艦隊，等於完成全球性的軍事行動。
諾斯洛普公司還提供一種RQ-4B型給海軍的廣域海上監控項目（BAMS）競標案。

### 太空總署
2007年12月，兩架全球鷹從美國空軍移交給NASA太空總署愛德華茲空軍基地的德賴頓飛行研究中心，於2009開始協助NASA的若干空中實驗計畫。這兩架全球鷹也是國防先進研究署第一和第六架專門為了示範先進科技概念而製造的飛機，當空軍有新的全球鷹服役而完全不再需要這兩架時，它們也將完全移交給NASA作為科學用。

### 德國

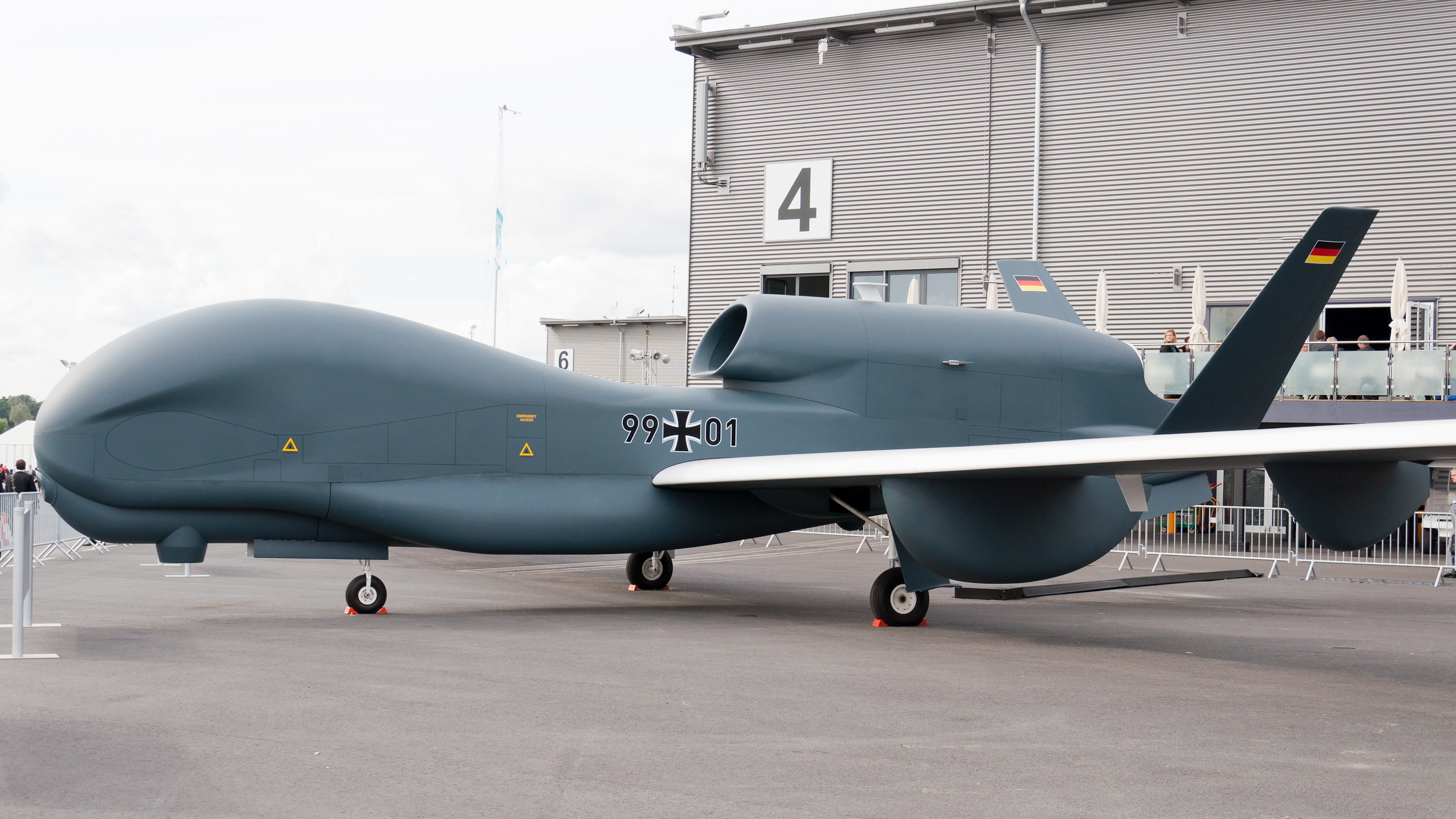
德國空軍旗下的歐洲鷹，攝於2012年柏林航空展。

歐洲鷹（EuroHawk）是由德國空軍所訂購的RQ-4B衍生版本，2000年開始計畫，與一般的全球鷹主要差異在於特別針對歐洲方面的需求所度身訂做的感應器組合。歐洲鷹基本上是以全球鷹Block 20/30/40為基礎，但配備了歐洲航空防務與太空公司（EADS）所開發的SIGINT（意指「Signals intelligence」，訊號攔截分析情報）套件。除此之外，德國海軍也計畫用歐洲鷹來取代原本的達梭-布雷蓋航空大西洋式電子監測機（Dassault-Breguet Atlantique）。
歐洲鷹在2009年10月8日出廠，並在2010年6月29日時進行了首次飛行。該機種在美國的愛德華空軍基地進行了為期數個月的飛行測試，最後在2011年7月21日抵達德國曼兴，由駐防在該地的德國空軍第51偵察大隊操作但未正式服役。測試期間消息指出並不順利，美德雙方糾紛甚多，飛機還曾經在空中短暫失聯。
2013年，德國政府做出決定放棄該項目的決定，至此德國國防部已在此項目上支出USD7.93億美元。2019年10月，根據一項簽署的協議，德國國防部將會將RQ-4B的備件，地勤設備，測試設備以及特殊工具移交北約後勤與采購部門。該機預計於2022年開始在聯邦國防軍軍事史博物館展出。

### 澳洲
澳洲考慮購買以進行海陸監控。全球鷹將在2007訓練計畫中和RQ-1 Mariner掠食者無人偵察機做一次評比。如果選中全球鷹它將被分派到10和11中隊，配合P-8A海神偵察機作業。並於2018前取代P-3C。

### 加拿大
加拿大是潛在客戶之一，他們有海陸監視的需求，想要替換現行的CP-140 Aurora有人偵察機，以便用遙控方式對北極和遠洋進行低成本監控。

### 韓國
韓國防衛事業廳（DAPA）一直表達希望至少於2011前取得四架RQ-4B和支持設備，分派預算大約USD1,900萬美元，以提升韓國國軍智能化程度以備戰時和美軍能偕同作戰。

### 日本
日本也有意願向美國採購此型無人偵察機，以監視中國人民解放軍海軍在東海的活動。2022年3月12日，首架全球鷹抵達日本，並佈署於三澤基地。

### 小型化改裝
縮尺複合體公司公司和諾斯洛普·格魯門公司提供50%比例的小型RQ-4A，目前稱為Model 396，是美國空軍斬首行動計畫的一部分。

## 服役
空軍的環球之鷹試驗評估由艾德華空軍基地452飛行聯隊測試。服役機則交由第9偵察隊，第12偵察隊操作。
全球鷹ATCD原型機已經用於阿富汗戰爭和伊拉克戰爭。使用狀況良好，但是失事率過高有兩架失事等於損失1/4。根據澳洲報紙報導墜毀是由於"故障或保養問題"，換算每飛行小時失事率比F-16高一百倍。但是工程師表示不能把原型機和成熟的飛機相比，比較標準不公平且人員訓練也不足。
2001年4月24日，一架全球鷹以不中停方式從美國加州愛德華空軍基地直飛澳洲愛丁堡空軍基地，創下無人機飛越太平洋的紀錄。共飛了22小時。
全球鷹海上操演專案時兩架移交給美國海軍，2006年12月第二架派往馬里蘭州NAS Patuxent River海軍站服役。兩架留作測試感應器、戰術及程式等改進與海上監控。
2007年10月加州山火時全球鷹也出動；發揮監控優勢。
作为2010年海地地震地震救援工作的一部分，美国五角大楼从阿富汗战场上调动了一架RQ-4全球鹰侦察机，拍摄地震灾后画面，并向非政府组织和其它救援组织提供间谍飞机拍摄的照片，让他们能更清楚的了解地面形势。该全球鹰最初是在阿富汗执行美军任务的，2010年1月14日调整了任务，让它在海地飞行了14小时，拍摄了数百张照片。美国空军计划1月15日派其拍摄更多灾区照片。
2011年3月11日，福島第一核電站事故發生後，美國緊急於3月17日從美軍關島基地調派一架RQ-4全球鹰偵察機，拍攝反應爐受損影像。
2019年6月20日，伊斯蘭革命衛隊周四宣稱，在伊朗荷姆茲甘省上空擊落一架美軍海軍RQ-4A全球鹰無人偵察機，痛批美方此舉是「入侵空域」。根據美聯社消息，美國中央司令部發言人海軍上校鄂班（Bill Urban）拒絕評論此事，事後僅提到「沒有無人機飛越伊朗上空」，随后美国军方也证实了伊朗击落了一架全球鹰，紐約時報報導川普總統一度与幕僚讨论是否打擊伊朗，最终否定了打击可能。
2022年2月22日開始因應俄羅斯入侵烏克蘭，美軍RQ-4在克里米亞附近空域巡邏。
2022年9月，美軍宣佈於2027年前退役全部RQ-4，並已開始20台的退休事宜。

## 技術規格
基本信息
- 机组：0名

性能
武器

無

## 相关链接
- Global Hawk unmanned aircraft system on google earth（页面存档备份，存于）
- U-2偵察機
- 無人機
- 神經元無人作戰飛機
- 無人駕駛作戰飛機（UCAV）
- 非載人太空船（USM）

## 外部連結
- "RQ-4A Global Hawk (Tier II+ HAE UAV)"（页面存档备份，存于），Federation of American Scientists
- "Global Hawk RQ-4A-B High Altitude Long Endurance UAV"，Defense Update
- Raytheon product page on the Global Hawk Integrated Sensor Suite
- Results of Global Hawk accident investigation board（页面存档备份，存于）
- German newspaper article on the procurement of EuroHawk。
- EuroHawk on the Homepage of the Luftwaffe（页面存档备份，存于）
- EuroHawk on the homepage of the Bundeswehr（页面存档备份，存于）
- （中文） RQ-4「全球鷹」長程無人偵察機[永久]
- （中文） 美海軍新型無人機──RQ-21A、MQ-4C（页面存档备份，存于）

- （中文） 伊斯蘭革命衛隊：伊朗上空擊落美軍無人偵察機（页面存档备份，存于）